# 4736 Johnwood
4736 Johnwood (1983 AF2) là một tiểu hành tinh vành đai chính bên trong được phát hiện ngày 13 tháng 1 năm 1983 bởi C. S. Shoemaker ở Đài thiên văn Palomar.